# 连帽衫

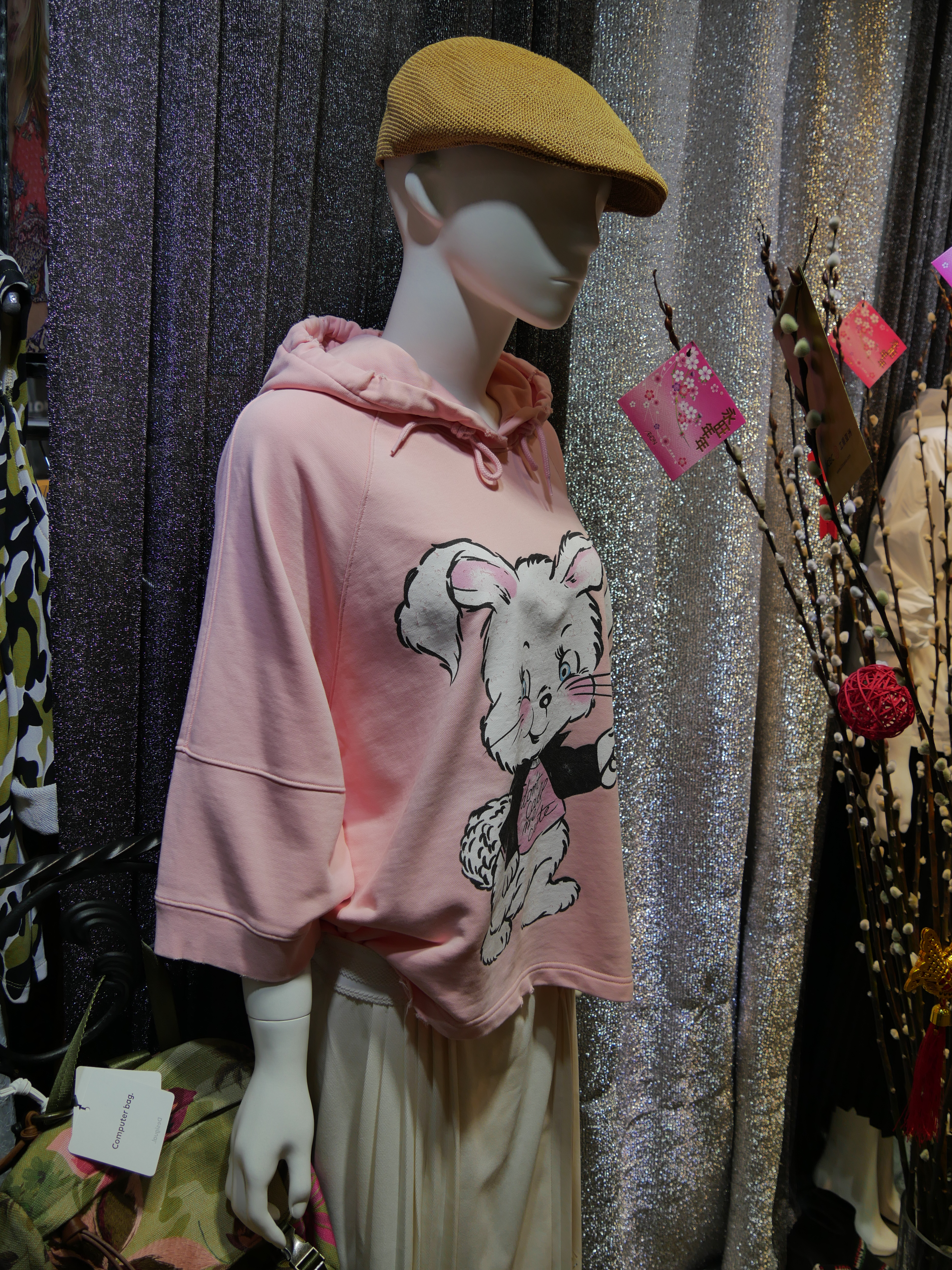
櫥窗內的女性模特穿著粉紅色帽T

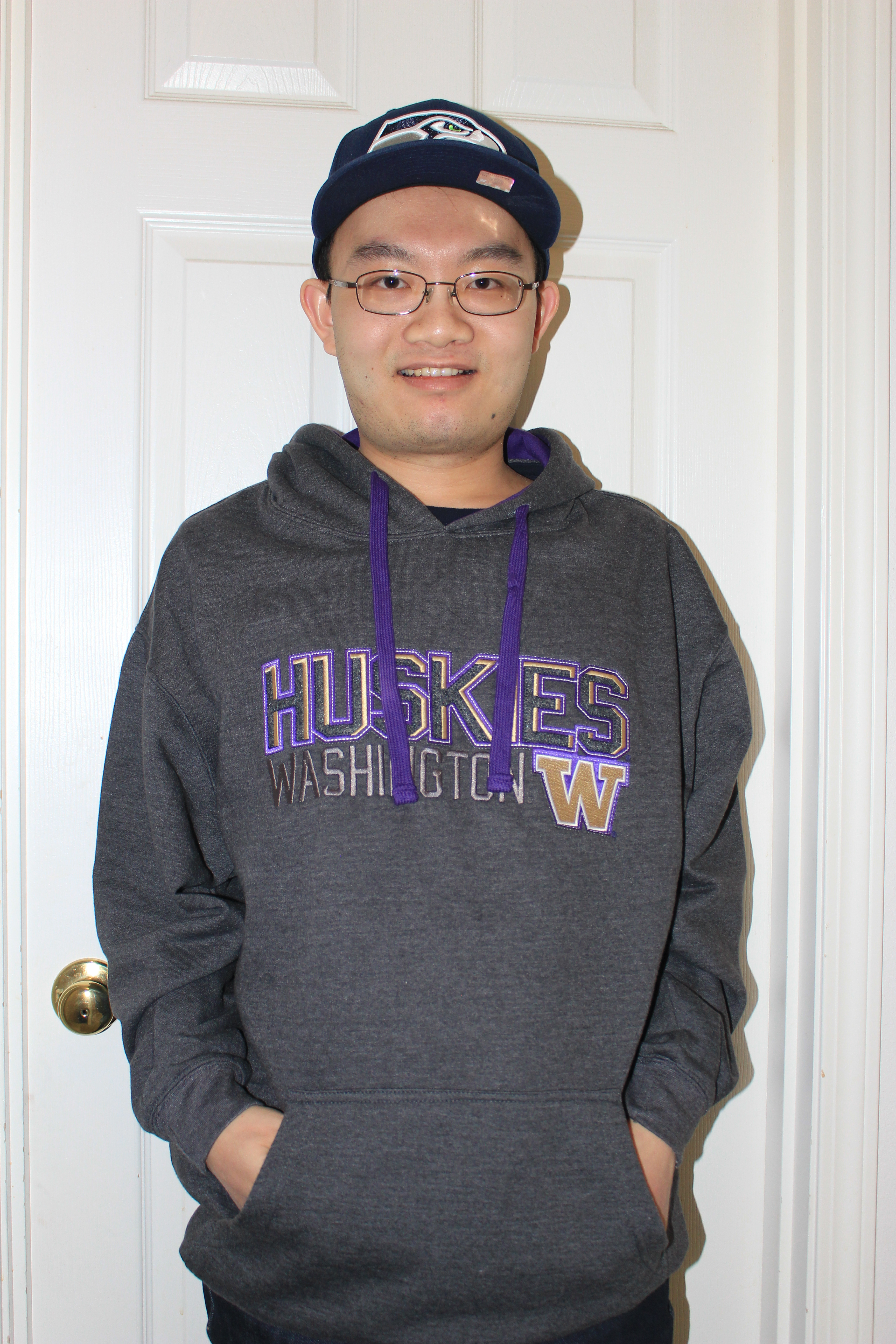
一个穿帽T的人

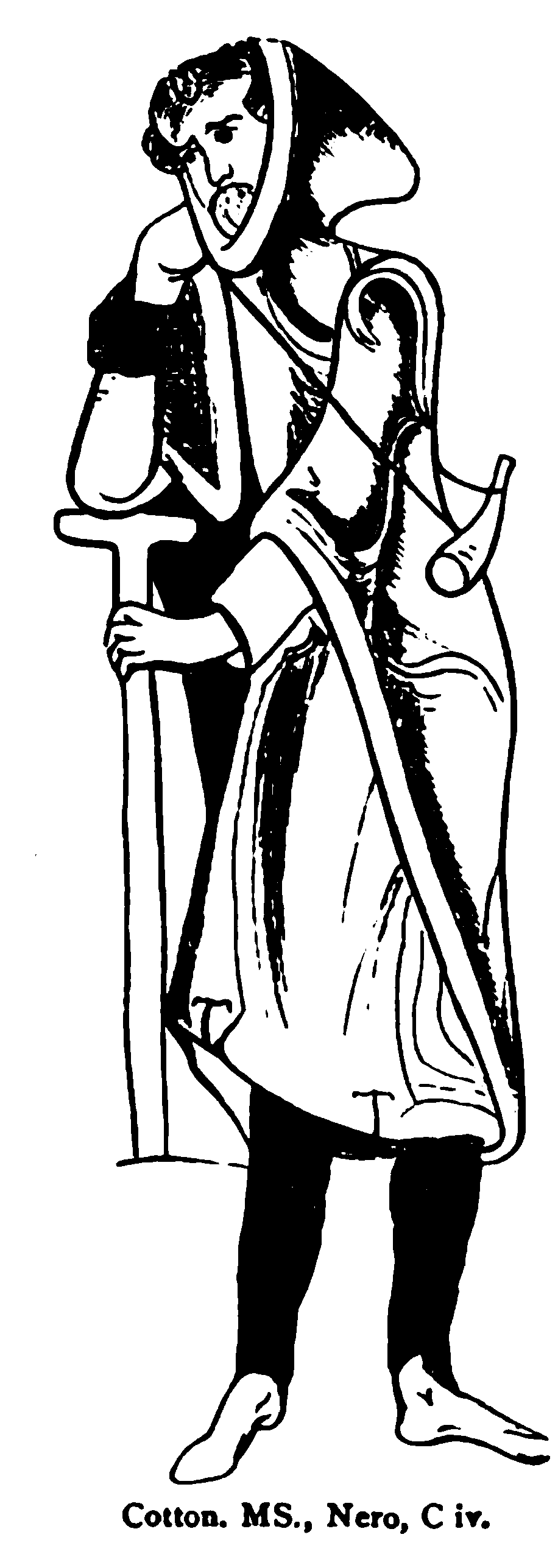
19世紀繪製的12世紀的帽T

连帽衫，又稱為套頭T恤、連帽T、帽T，是一种連着帽的運動T恤。通常有拉绳用來调整帽的开度。

## 历史

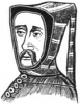
19世纪绘制的12世纪的Chaperon (headgear)

几个世纪以来，连帽衫一直被认为是男装和女装的一部分。“连帽衫”这个名字来自于盎格鲁-撒克逊语的hōd一词 （和英语中的"hat"（帽子）同源 ）。这种服装的风格和形式的历史可以追溯到中世纪的欧洲。当时的僧侣平常的服装包括一种附在外衣或长袍上的一种叫hood的大兜帽，除此之外，连帽披风和一种叫Chaperon的帽子也是在当时的户外工作者中非常普遍的装扮。连帽衫最早至少在十二世纪的英国出现，这可能是在诺曼征服英格兰时进口的。
连帽衫在20世纪30年代在美国第一次开始批量生产。现代的连帽衫最早在20世纪30年代由Champion生产，当时连帽衫主要销售给在纽约北部严寒地区工作的工人。“连帽衫”这个词在20世纪90年代于大众中流行。

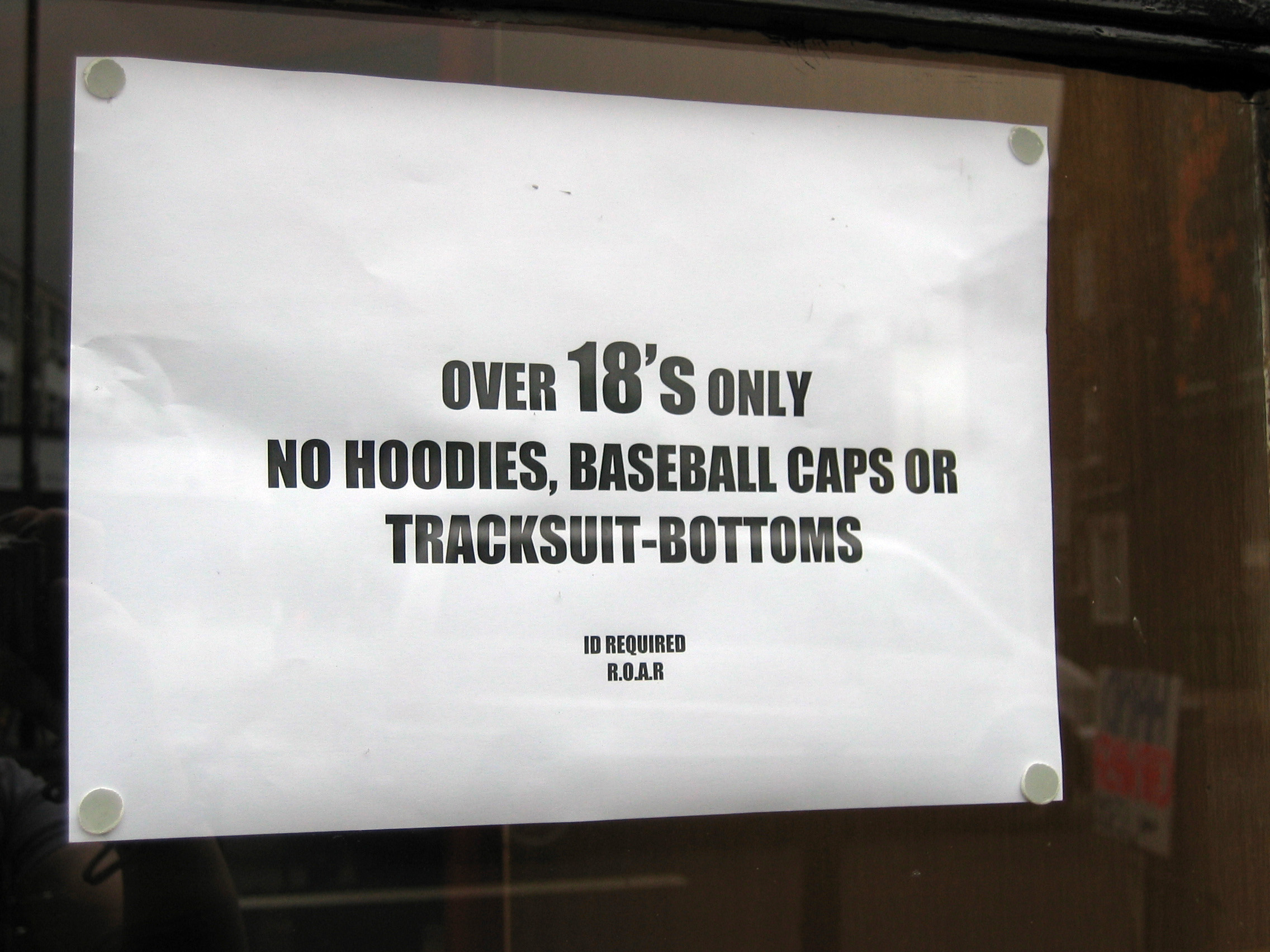
南伦敦一家俱乐部的服饰禁令："No hoodies"

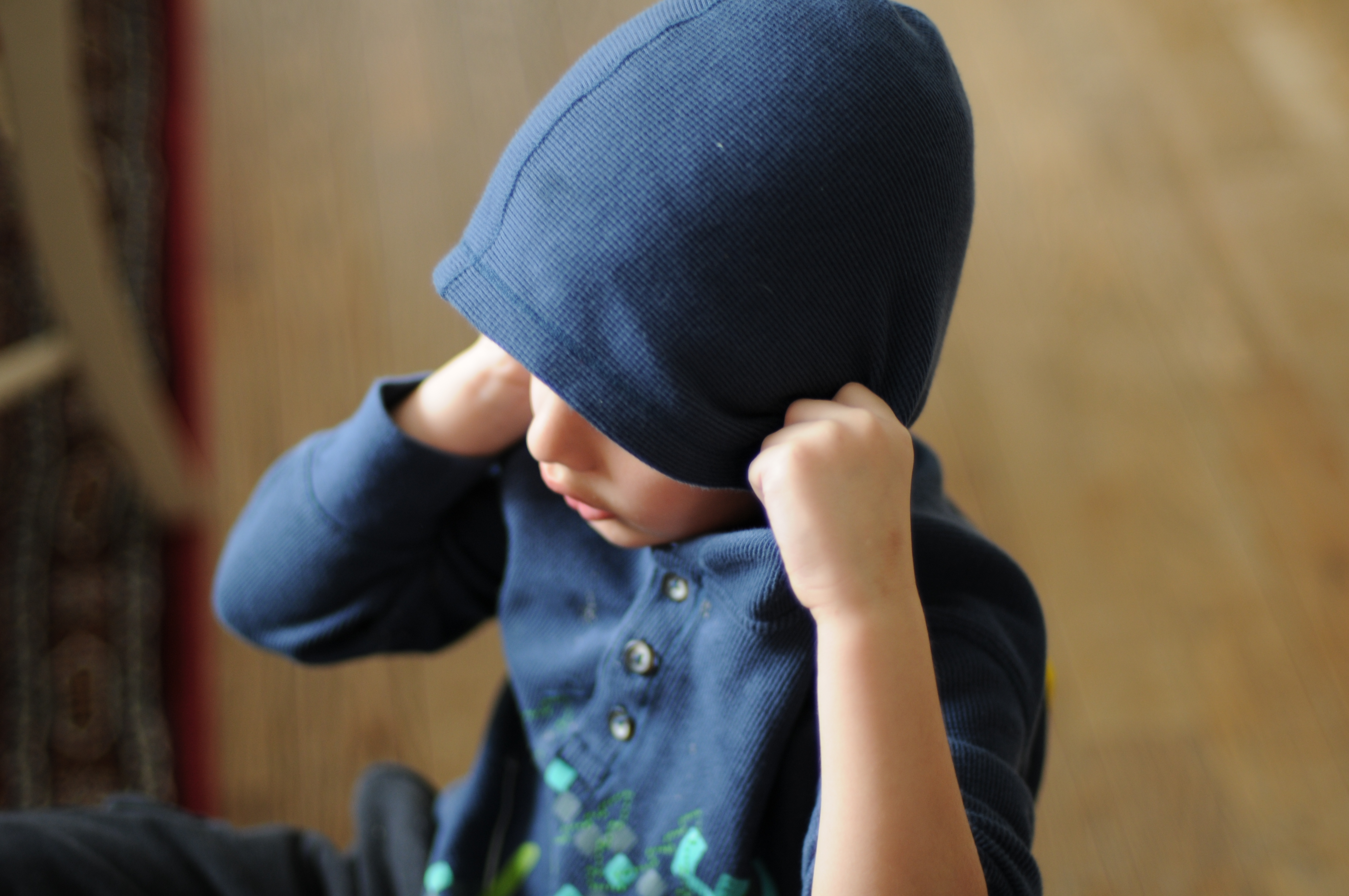
穿连帽衫的男孩